# Lake Albert (South Australia)
Der Lake Albert ist ein Süßwassersee im Süden des australischen Bundesstaates South Australia. Der südlich von Adelaide liegende See ist mit dem größeren Lake Alexandrina durch den natürlichen Kanal The Narrows verbunden. Die Halbinsel Narrung trennt ihn vom Salzwassersee Coorong im Südwesten. Einzige Ansiedlung am See ist die Stadt Meningie am Südostufer.
Der See wurde nach Albert von Sachsen-Coburg und Gotha, dem Gemahl von Königin Victoria, benannt.
Da es keine nennenswerten Zuflüsse gibt, aber eine hohe Verdunstungsrate, besitzt das Wasser des Lake Albert einen höheren Salzgehalt als das des Lake Alexandrina. Der Lake Albert ist auch kleiner und nicht so tief wie der Lake Alexandrina.
Im Jahre 2008 sank der Wasserstand in beiden Seen so weit ab, dass sich große Mengen schwefelsaurer Erde bildeten, weil normalerweise am Seegrund gebundene Schwefelverbindungen sich mit dem Luftsauerstoff in Schwefelsäure verwandeln, sobald der Seegrund trocken liegt. Einige Leute wollten die Seen mit Meerwasser fluten, um die Versauerung zu stoppen, und es gibt einen Streit zwischen den Anrainer-Bundesstaaten des Murray River, wie die sich verringernde Wassermenge aufgeteilt werden soll.
Der pH-Wert im Lake Albert wurde kürzlich mit 1,93 gemessen, ein Wert, der starke Säure anzeigt und sehr gefährlich ist.